# تاريخ دكا
دكا  التي كانت تُعرف سابقاً باسم  دوكا باللغة الإنجليزية، هي العاصمة وواحدة من أقدم المدن في بنغلاديش. يبدأ تاريخها مع وجود مستوطنات حضرية في المنطقة التي هي الآن دكا بشكل رسمي ويرجع تاريخها إلى القرن السابع الميلادي. حكمتها مملكة كاماروبا البوذية قبل أن تتحول إلى سيطرة سلالة سينا في القرن التاسع الميلادي 
بعد سلالة سينا، حكمت دكا على التوالي من قبل المحافظين والحكام الأفغان ومن ثم حكمها المغول، أيضا حكمت بريطانيا المنطقة لأكثر من 150 عاما حتى استقلال الهند في عام 1947، أصبحت داكا عاصمة إقليم البنغال الشرقي تحت حكم الباكستان بعد استقلال بنغلاديش في عام 1971، أصبحت دكا عاصمة الدولة الجديدة.

## لماذا سميت دكا
هناك العديد من الأساطير حول تسمية دكا بهذا الاسم ومنها انها تنسب لمعبد دكا الذي بناه رجا بلال سينا
وبعضهم يقول انها اسم آلهة هذا المعبد لكن تأتي النظرية الأكثر مصداقية من مصدر راجاتارانجيني الذي كتبه براهم كشمري، كلهانا. وتقول إن المنطقة كانت تعرف أصلا باسم دكاو كلمة دهكا تعني برج المراقبة حيث كان هناك كان بيكرامبور وسونارجاونوهي معاقل سابقة لحكام البنغال في مكان قريب منها لذا كانت منطقة دكا كبرج للراقبة في ذاك الوقت

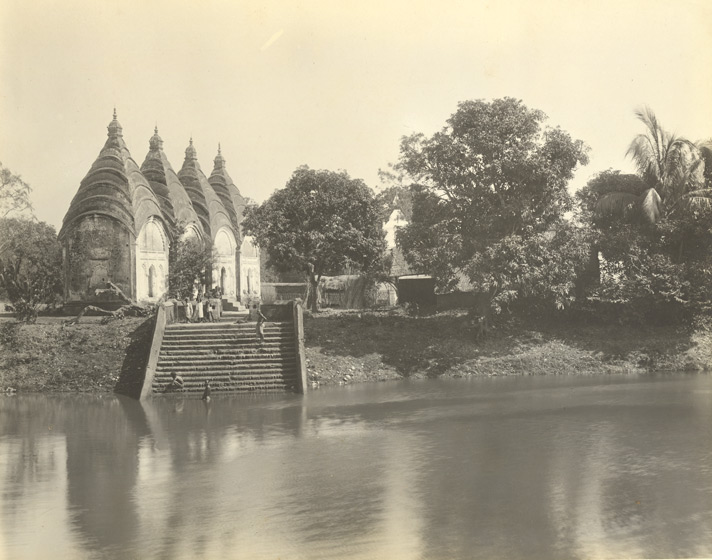
Dhakeshwari Temple in 1904

## مملكة كاماروبا
كانت مملكة كاماروبا، المعروفة أيضًا باسم براغجيوتيسا، موجودة بين 350 و 1140 م.]
وفقا لمجلة Yogini Tantra ، امتدت الحدود الجنوبية للمملكة إلى نقطة التقاء نهر Brahmaputra ونهر Shitalakshya التي غطت منطقة دكا. وكانت إمبراطورية بالا هي آخر سلالة حكم منطقة كاماروبا بأكملها خلال حكمهم بين القرن الثامن حتى أواخر القرن الحادي عشر، حيث كانت فيكرامبور، وهي منطقة تبعد 12 ميلاً عن دكا عاصمتهم وكان حكام بالا من البوذيين، لكن أغلبية رعاياهم كانوا هندوس.

## مملكة سينا
مؤسسها سينا ديسلاتي حيث كانت جزءا من إمبروطورية بالا لكنها بدأت بالضعف  في حكم هيمانتا سين بعد ذلك تم الاستيلاء عليها من قبل سينا ونصب نفسه ملكا عليها عام (1095) ثم ساد المجتمع الهندوسي إلى حد كبير في تلك المنطقة ولا زال إلى الآن في الكثير من المناطق.

## فترة السلطنة

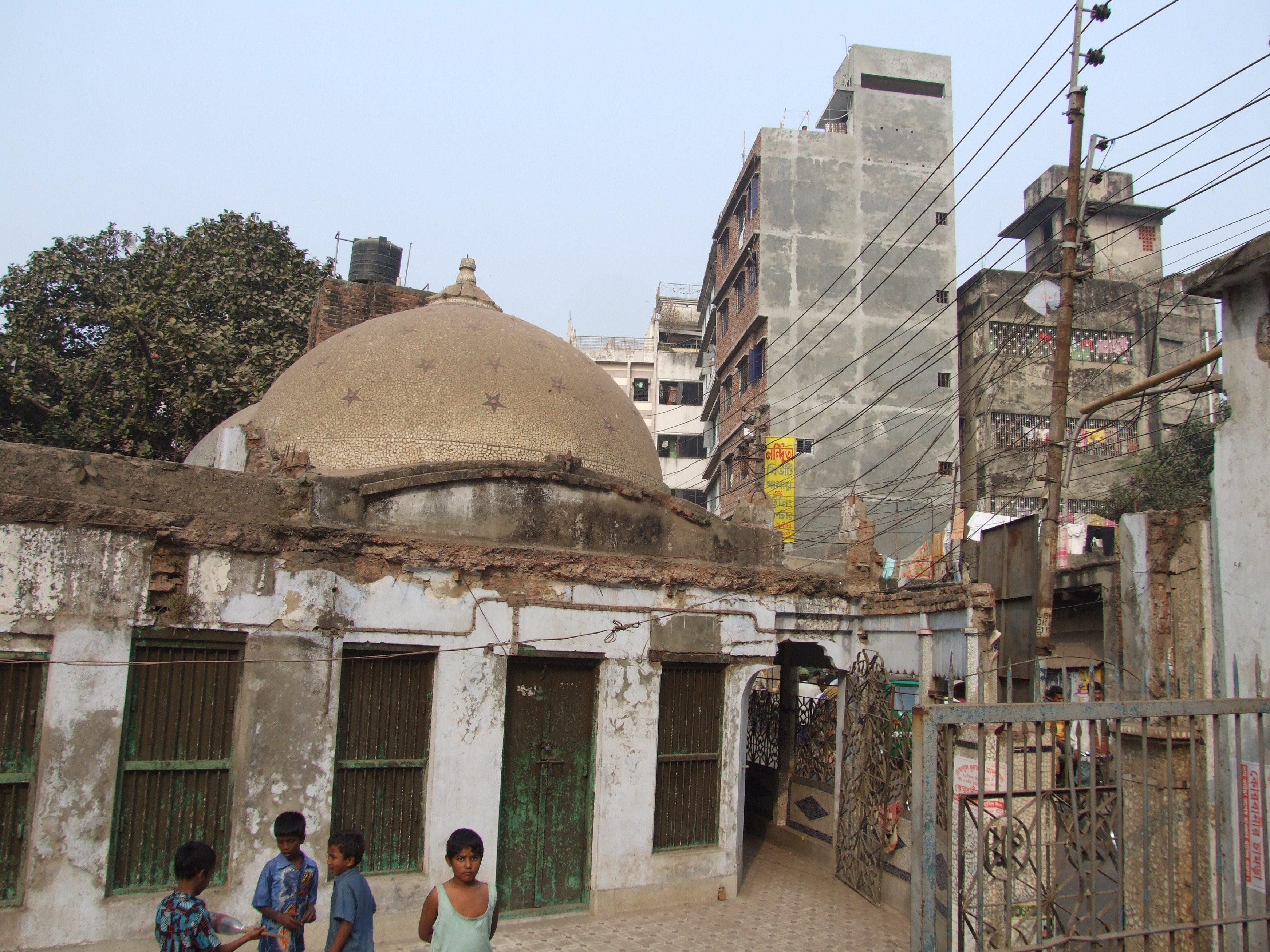
مسجد بينات بيبي (1454) - أقدم مسجد معروف في دكا

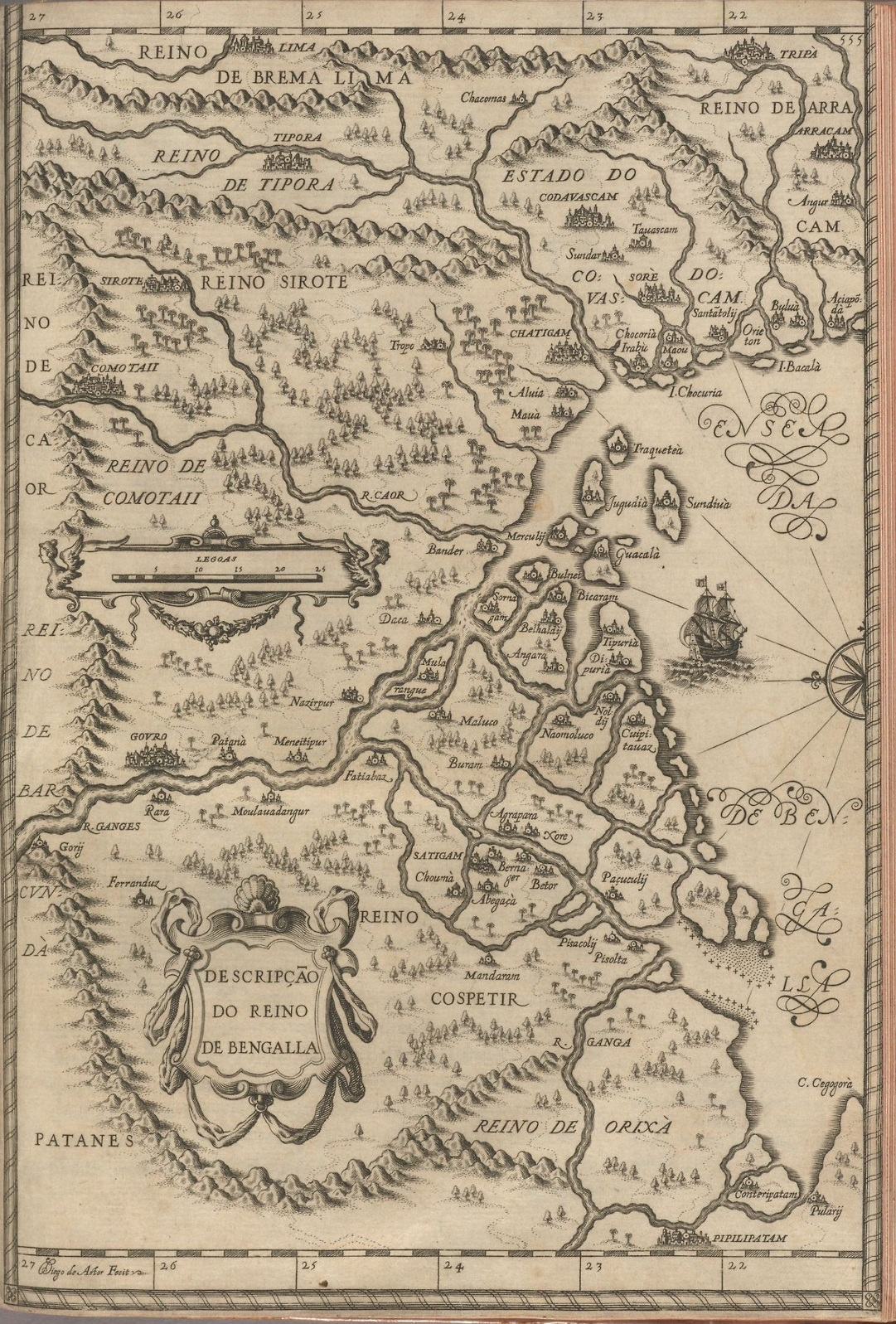
1550 map by Joao de Barros — the first map where reference to Dhaka is found. (North is to the left, Daca is marked in the middle)

عند وصول الإسلام في هذه المنطقة، حكم الحكام الأتراك والأفغان المنطقة من أوائل القرن الرابع عشر حتى أواخر القرن السادس عشر تم بناء الحصن الأفغاني (المعروف أيضًا باسم الحصن القديم في دكا) في ذلك الوقت والذي تم تحويله لاحقًا إلى الشكل الحالي للسجن المركزي في دكا في عام 1820 من قبل البريطانيين. وصف مؤرخ من القرن السابع عشر، ميرزا ناثان، الحصن في كتابه Baharistan-i-Ghaibi بأنه «محاط بجدران طينية وأكبر وأقوى في عصر ما قبل المغول».
في عام 1412، وصل شاه علي بغدادي، وهو قديس إلى دلهي ثم أتى إلى دكا حيث أصبح تلميذاً لشاه باهار من رتبة شيستيا.
 ولا يزال قبره في ميربور على مشارف داكا.
تم بناء مسجد بينات بيبي في 1454 في منطقة ناريندا في دكا خلال عهد سلطان البنغال، ناصر الدين محمود شاه (حكم 1435 - 1459). إنه أقدم هيكل من الطوب لا يزال موجودًا في المدينة.
وفقا للنقش المكتشف بالقرب من منطقة السجن المركزي الحالية، تم تجديد بوابة مسجد Naswallagali في 1459.